# Анеле Нконка
Калвин Анеле Нконка (Кејптаун, 21. октобар 1987 — Квазулу-Натал, 23. новембар 2020) био је јужноафрички фудбалер. Највише наступа је забележио у дресу Генка, а играо је углавном на позицији десног бека.

## Биографија
Играо је за Ама Зулу пре своје смрти. Дана 29. августа 2015, придружио се Троји на једногодишњој позајмици из Генка након што га је тренер преместио на клупу. Дана 23. новембра 2020. Анеле Нконка погинуо је у саобраћајној несрећи на аутопуту Н2 у Квазулу-Наталу.
За репрезентацију Јужноафричке Републике одиграо је 53 утакмице. Био је члан тима на светском првенству 2010. године.